# Contea di DeSoto (Florida)
La contea di DeSoto (in inglese DeSoto County) è una contea della Florida, negli Stati Uniti. Il suo capoluogo amministrativo è Arcadia.

## Geografia fisica
La contea si trova nel sud-ovest dello Stato. La contea ha un'area di 1.656 km² di cui lo 0,35% è coperta d'acqua.
La contea di DeSoto offre un mix di fascino rurale ed eredità agricola. Estendendosi per circa 637 miglia quadrate, la contea è caratterizzata da paesaggi che includono vaste terre agricole, fiumi tortuosi e aree naturali protette. La città di Arcadia, capoluogo della contea, funge da vivace centro per il commercio, la cultura e gli incontri comunitari.

### Contee confinanti
- Contea di Hardee - nord
- Contea di Highlands - est
- Contea di Glades - sud-est
- Contea di Charlotte - sud
- Contea di Sarasota - ovest
- Contea di Manatee - nord-ovest

## Storia
La contea di DeSoto fu creata nel 1887 e fu nominata così per Hernando de Soto, esploratore spagnolo, già onorato dalla contea di Hernando.
Nell'Agosto del 2004 la contea fu toccata, seppur per poco tempo, dalla furia distruttiva dell'uragano Charley.

## Centri abitati
L'unica city è Arcadia, il capoluogo di contea. Southeast Arcadia è un census-designated place.

## Politica
| Anno | Repubblicani | Democratici | Altri |
| ---- | ------------ | ----------- | ----- |
| 2004 | 58,1%        | 41,1%       | 0,8%  |
| 2000 | 54,5%        | 42,5%       | 3%    |
| 1996 | 43,7%        | 43%         | 12,9% |
| 1992 | 41,3%        | 35,6%       | 22,7% |
| 1988 | 65,6%        | 33,7%       | 0,6%  |